# Юлия Петкова
Юлия Ташева Петкова, по съпруг Димитрова, е българска поп певица, станала популярна с участието си като вокалистка в българския женски поп дует „Мания“ със сестра си Даниела.

## Детство
Родена е в Димитровград. Израства в семейство на музиканти. Баща ѝ е китарист и певец и вдъхновява Юлия да започне да пее още от ранно детство. Дядо ѝ свири на кавал, а баба ѝ е народна певица. Майка ѝ е бивша манекенка и художничка.
Юлия започва да пее на 11 години в детски хор „Щастливо детство“ с диригент Стоянка Рошманова, заедно със своята сестра Даниела. На същата възраст Юлия и Даниела стават вокалистки на детска вокално-инструментална група „Искри“. Когато завършва средното си образование в ПМГ „Иван Вазов“, Юлия става вокалистка на групата на баща си „Консонанс“.

## Спорт
На 11 години Юлия, повлияна от филма „Божествени тела“, се влюбва в аеробиката. През 2003 година Юлия взима лиценз за преподаване по аеробика и степ-аеробика. В периода от 2003 до 2006 г. води класове по аеробика в спортен клуб „Актив спорт“ (намиращ се в сградата на националния стадион „Васил Левски“), спортен комплекс „Спартак“, фитнес-клуб „Дани“, Спортната палата на БСФС. Занимава се с аеробика и до днес.

## Красота
През 2007 г. Юлия участва в конкурса за красота „Мисис България“ заедно със сестра си Даниела. Печелят специалната награда на конкурса и стават рекламни лица на фирмата за модни облекла „Бендида“.

## Музикална кариера
През 1997 година Юлия заминава за София, за да търси певчески изяви. Започва да пее в местните клубове.
През 1998 година Юлия и нейната сестра Даниела стават вокалистки на групата „Step on fire“ и започват да пеят на туристически кораби пътуващи от Норвегия до Дания и Германия.
Дует „Мания“
През 1999 година продуцентът Вальо Марков от музикална компания „Полисаунд“ събира сестрите Юлия и Даниела в дует и кръщава дуета Мания. През същата, 1999 година, дует Мания записва своя 1-ви албум „Не е истина“, продуциран от „Полисаунд“ и техният 1-ви голям хит е кавърът на песента „Светът е за двама“, последван от 2-ри кавър „Песента на щурците“ и песните „Не е истина“ и „Не искам, не мога“, които завладяват сърцата на феновете.
Дует Мания реализира своя втори албум „Хладни очи“ през 2003. Продуценти на албума са сестрите, издател е „Селект Мюзик“, а дистрибутор „Стефкос Мюзик“. Албумът съдържа хитовете „Хладни очи“, „Много далеч“ и „Дъжд от любов“.
През 2007 година нейната сестра Даниела се омъжва за бившия пианист на групата „Латино партизани“ Ивелин Атанасов и двамата заминават да живеят в Ню Йорк. От 2008 до 2011 година дует „Мания“ има музикални изяви основно в САЩ.
През 2009 година Юлия пее в шоуто на туристически кораб, пътуващ от Литва до Швеция. През 2011 Юлия посещава своята сестра Даниела в Ню Йорк и момичетата записват своя нов албум „Forever in love“, който е изцяло на английски език. 
Друго
През лятото на 2012 г. Юлия подписва двумесечен договор да пее в шоуто на туристически кораб, пътуващ от Швеция до Естония.

## Личен живот
През 2002 година Юлия се омъжва за Емил Димитров. Първото им дете Ванеса се ражда през 2007 г.